# Just Keep Watching
Just Keep Watching è un singolo della cantante canadese Tate McRae, pubblicato il 30 maggio 2025 come quarto estratto dalla colonna sonora F1 the Album.

## Video musicale
Il video, diretto da Bardia Zeinali, è stato reso disponibile in concomitanza con l'uscita del brano attraverso il canale YouTube dell'artista ed è finito in lizza per due MTV Video Music Awards.

## Tracce
Testi e musiche di Tate McRae, Ryan Tedder, Amy Allen e Tyler Spry.
1. Just Keep Watching – 2:22

## Formazione
- Tate McRae – voce
- Ryan Tedder – percussioni, cori, tastiere, produzione
- Harry Charles – percussioni, cori, programmazione
- Tyler Spry – chitarra, ingegneria del suono, programmazione, tastiere, produzione
- Roger Joseph Manning, Jr – tastiere
- Joe Henderson – ingegneria vocale, ingegneria del suono aggiuntiva
- Rich Rich – ingegneria del suono
- Melvin Godfrey – registrazione vocale aggiuntiva
- Silas Wong – registrazione voce aggiuntiva
- Randy Merrill – mastering
- Manny Marroquin – missaggio

## Classifiche
| Classifica (2025)   | Posizione massima |
| ------------------- | ----------------- |
| Australia           | 5                 |
| Austria             | 6                 |
| Belgio (Fiandre)    | 47                |
| Canada              | 16                |
| Emirati Arabi Uniti | 3                 |
| Estonia             | 13                |
| Finlandia           | 48                |
| Francia             | 69                |
| Germania            | 26                |
| Grecia              | 5                 |
| India               | 3                 |
| Irlanda             | 2                 |
| Lettonia            | 11                |
| Libano              | 4                 |
| Lituania            | 25                |
| Lussemburgo         | 9                 |
| Norvegia            | 10                |
| Nuova Zelanda       | 5                 |
| Paesi Bassi         | 29                |
| Polonia             | 31                |
| Regno Unito         | 6                 |
| Repubblica Ceca     | 16                |
| Singapore           | 15                |
| Slovacchia          | 20                |
| Stati Uniti         | 33                |
| Svezia              | 27                |
| Svizzera            | 8                 |
| Ungheria            | 19                |